# 동부붉은숲쥐
동부붉은숲쥐(Nesomys audeberti)는 붉은숲쥐과에 속하는 설치류의 일종이다. "흰배붉은숲쥐" 또는 "저지대붉은숲쥐"로도 불린다. 마다가스카르섬의 토착종이다. 해발 1,000m 이하의 열대 우림에서 발견된다.